# Zohra Al Fassiya
Zohra Al Fassiya (in arabo زهرة الفاسية‎?; Sefrou, 1905 – Ashqelon, 1994) è stata una cantante e poetessa marocchina.
Considerata la regina dei generi malhun e gharnati e una delle pioniere della musica araba moderna, è stata la prima artista femminile in Marocco a incidere e le sue canzoni sono state ampiamente celebrate in Marocco e Algeria, dove ha collaborato con parolieri e musicisti di Orano e Tlemcen. Sebbene le sue canzoni fossero per lo più di natura secolare (essendo tale la musica popolare dell'epoca in Marocco), molte melodie sono state successivamente modificate per adattarsi anche a canzoni liturgiche ebraiche religiose (chiamate piyyutim).

## Biografia
Nata a Sefrou, vicino a Fès, ai piedi delle montagne dell'Atlante in una famiglia ebrea marocchina, iniziò a cantare molto presto quando eseguiva canzoni religiose nella sua sinagoga. Durante la giovinezza cantava nelle caffetterie e nei cabaret vicino alle città ed a Casablanca. Le sue canzoni erano per lo più canzoni gharnati secolari (canzoni arabe andaluse originarie di Granada, in Spagna e molto popolari tra i musulmani di origine andalusa e tra gli ebrei marocchini e algerini nel XIX secolo), così come le malhun, che sono lunghe poesie marocchine.
Durante gli anni '40 aveva la sua orchestra e iniziò a scrivere le sue canzoni. Era spesso trasmessa dalle stazioni radio, sia in Marocco che in Algeria ed era molto conosciuta e amata dal pubblico. L'identità ebraica di Al Fassiya non fu considerata problematica in Marocco durante l'apice della sua fama. In effetti, il re del Marocco, Mohammed V fu tanto colpito dalla sua voce che la invitò a cantare alla sua corte. Al Fassiya ha lavorato con altri artisti come Samy Elmaghribi, che ha scritto alcune delle sue canzoni. Ha pubblicato più di 17 album tra gli anni 1947-1957.
Nel 1962, seguendo le orme di molti correligionari ebrei mizrahì che abbandonavano i loro paesi in seguito alla fondazione dello Stato d'Israele, Al Fassiya immigrò in Israele. Tuttavia, nonostante lo status di superstar in Marocco e nel resto del Maghreb, il talento di Al Fassiya non fu riconosciuto in Israele al di fuori della comunità immigrata marocchina, poiché i media statali e le istituzioni culturali preferivano promuovere la musica occidentale. Come era avvenuto a molti immigrati ebrei mizrahì, Al Fassiya subì discriminazioni in Israele e si ridusse ad abitare in condizioni misere e solitarie ad Ashqelon. Nonostante questo destino umiliante, Al Fassiya veniva spesso invitata a cantare in feste private (come i matrimoni) nella comunità marocchina in Israele. Il poeta marocchino-israeliano Erez Biton, che la visitò ad Ashqelon, fu così commosso dal suo destino che dedicò una poesia alla sua storia; questa poesia è stata poi aggiunta al programma scolastico nazionale in Israele e funge da fulcro nella discussione delle dure politiche di occidentalizzazione dello stato nel XX secolo.
Negli ultimi anni, Zohra Al Fassiya ha vissuto in una casa di riposo ad Ashqelon. Morì nel 1994, all'età di 89 anni.